# Drunken Tiger
Drunken Tiger (드렁큰타이거) é um grupo de hip-hop coreano, mas que agora possui somente um membro, Tiger JK.

## Biografia
O grupo começou como uma dupla, com Tiger JK e DJ Shine, a dupla estreou em 1999 com o primeiro álbum "The Year of the Tiger". Outros artistas de hip-hop como James (conhecido como DJ Jhing), Micky Eyes, e Roscoe, são associados com o grupo, mas Tiger JK e DJ Shine são normalmente creditados como membros principais do grupo. DJ Shine saiu do grupo em 2005 depois do quinto álbum [하나하면 너와 나](2004), por motivos pessoais, e Tiger JK continuou cantando sozinho, depois ainda lançou outros álbuns, e também alguns trabalhos solo com parcerias com outros artistas com o Jaurim e Chelsia Chan.

## Colaborações
Drunken Tiger faz parte do Movement Crew, uma crew de cantores coreanos de Hip-Hop, que contem vários artistas importantes do movimento hip-hop na coreia.
Abaixo uma lista de alguns artistas do Moviment Crew:
- Dynamic Duo
- T
- Sean2Slow
- Buga Kingz
- Epik High
- EXPLICIT LINEZ
- Leessang
- Yang Dong Gun
- Drunken Tiger
- Eun Ji Won
- Double K
- TBNY
- Insane Deegie
- Bobby Kim
- All Black
- Ann
- Seunghak Shin